# Erskine Caldwell
Pour les articles homonymes, voir Caldwell.
 (décembre 2020).
Si vous disposez d'ouvrages ou d'articles de référence ou si vous connaissez des sites web de qualité traitant du thème abordé ici, merci de compléter l'article en donnant les références utiles à sa vérifiabilité et en les liant à la section « Notes et références ».
Erskine Caldwell est un écrivain américain, né le 17 décembre 1903 près de Moreland, Géorgie, et mort le 11 avril 1987 à Paradise Valley, Arizona.

## Biographie
Originaire du Sud des États-Unis, Erskine Caldwell a décrit à travers son œuvre la misère des paysans vivant de la récolte du tabac ou du coton, dans des ouvrages au ton simple et direct, avec un style voisin de ceux de John Steinbeck et Francis Scott Fitzgerald, dont il est un contemporain. Comme pour beaucoup d'écrivains de son pays, sa vie fut très aventureuse. Il a exercé les métiers les plus divers tels que machiniste de théâtre, marin, footballeur professionnel, cultivateur, garçon de café et journaliste. Ses descriptions de la  profonde misère, et des comportements à la limite de l'humanité, ont choqué les ligues de vertu d'une part, et certains habitants du Sud des États-Unis d'autre part, ces derniers ayant pu ressentir ces portraits comme une trahison. La violence absurde, l'érotisme, l'humour macabre, le pathétique, toute cette panoplie de thèmes a fait sans doute de Caldwell l'écrivain parmi les plus censurés des États-Unis.
En plus de ses romans, il écrivit également des nouvelles (Jackpot, 1940) et consigna ses observations de correspondant de guerre dans Toute la nuit. Avec sa femme Margaret Bourke-White, photographe, il publia en 1937 You have seen their Faces, un documentaire sur la misère rurale aux États-Unis pendant la dépression. Il compila également les 25 volumes de American Folkways (1945-1955) qui traitent des régions américaines et de leur diversité culturelle.
Ses livres ont atteint des records de ventes et été traduits dans la plupart des langues. En particulier, God's Little Acre (Le Petit Arpent du Bon Dieu) s'est vendu à plus de quarante millions d'exemplaires.

## Œuvres
Caldwell est l'auteur de 25 romans, 150 nouvelles, 12 autres livres (essai, correspondance, autobiographie), et également de deux livres pour la jeunesse.

### Romans
- Le Bâtard (Bastard, 1929)
- Un pauvre type (Poor Fool, 1930)
- La Route au tabac (Tobacco Road, 1932)
- Le Petit Arpent du Bon Dieu (God's Little Acre, 1933)
- Les voies du Seigneur (Journeyman, 1935)
- Bagarre de Juillet (Trouble in July, 1940)
- All Night Long (1942)
- Un p'tit gars de Géorgie (Georgia Boy, 1943)
- Terre tragique (Tragic Ground, 1944)
- Un châtelain des hautes terres (A House in the Uplands, 1946)
- Le Doigt de Dieu (The Sure Hand of God, 1947)
- Un patelin nommé Estherville (Place Called Estherville (en), 1949)
- Haute Tension à Palmetto (Episode in Palmetto, 1950)
- Toute la vérité (This very earth, 1951)
- Une lampe, le soir (A Lamp for Nightfall, 1952)
- Amour et argent (Love and Money, 1954)
- Gretta (Gretta, 1955)
- Carnets de femmes (Certain Women, 1957)
- La Ravageuse (Claudelle Inglish, 1958)
- Jenny toute nue (Jenny by Nature, 1961)
- Près de la maison (Close to Home, 1962)
- La Dernière Nuit de l'été (The Last Night of Summer, 1963)
- Miss Mamma Aimée (Miss Mamma Aimée, 1967)
- L'Île d'été (Summertime Island, 1968)
- Les Braves Gens du Tennessee (The Weather Shelter, 1969)
- Le Quartier de Medora (The Earnshaw Neighborhood, 1971)
- Annette (Annette, 1973)

### Nouvelles
- American Earth (1931)
- Nous les vivants (We Are the Living (en), 1933)
- Prière au soleil levant (Kneel to the Rising Sun (en), 1935)
- Soleil du Sud (Southways, 1938)
- Pris sur le vif (Golf Coast Stories, 1956)

### Autobiographies
- Mais l'art est difficile (Call It Experience: The Years of Learning How to Write, 1951)
- La Force de vivre (With All My Might: An Autobiography, 1987)

### Albums avec Margaret Bourke-White
- You Have Seen Their Faces (en) (1937)
- North of the Danube (1939)
- Say! Is This the USA (1941)
- Russia at War (1942)

### Livres pour la jeunesse
- Molly Cottontail (1958)
- The Deer at Our House (1966)

### Autres
- Le Sacrilège d'Alan Kent (The Sacrilege of Alan Kent, 1936) : Poème en prose
- À la recherche de Bisco (In Search of Bisco, 1965) : chroniques sociales
- Deep South (1968) : Récit de voyage
- À l'ouest du Mississippi (Afternoons in Mid-America , 1976)

## Éditions illustrées
- La Route du tabac, gravures de Denyse de Bravura, Paris, Éditions du Pré aux Clercs (1945)
- Le Petit Arpent du bon dieu, gravures de Denyse de Bravura, Paris, Éditions du Pré aux Clercs (1945)

## Adaptations au cinéma
- 1941 : La Route au tabac de John Ford
- 1958 : Le Petit Arpent du bon Dieu d'Anthony Mann
- 2004 : The Sure Hand of God de Michael Kolko